# 生活図画事件
生活図画事件（せいかつずがじけん）は、1941年（昭和16年）から 1942年（昭和17年）にかけて、北海道の旭川師範学校と旭川中学校の美術教師や学生、卒業生ら二十数人が治安維持法違反容疑で検挙された事件。

## 生活図画教育
1932年（昭和7年）から1940年（昭和15年）、旭川師範学校（現・北海道教育大学旭川校）の熊田満佐吾、旭川中学校の上野成之両教師、及びその教え子たちにより、「生活図画教育」という美術教育が実践された。そこでは、教科書通りに絵を描くのでなく、生活や社会の実態をよく観察し、その中により良い生き方を求めて絵画で表現することが目標とされた。同じ流れを汲む教育法に、ありのままの日常を記すことを生徒たちに促す「生活綴方（作文）教育」もある。これらは北方性教育運動として、東北地方や北海道でよく取り入れられていた。
熊田満佐吾は「リアリズムの図画を通してその時代の現実を正しく反映させなければならない」として「美術とは何か」「美術は人間に何をもたらすか」を学生に討論させ、工場などで働く人びとを描かせた。他方の上野成之は、1931年（昭和6年）から1935年（昭和10年）に続いた大凶作の現実に生徒の目を向けさせ「凶作地の人たちを救おう」「欠食児童に学用品を送ろう」をテーマに美術部員にポスターを共同制作させた。ポスター「スペイン動乱は何をもたらしたか」の制作では「戦争という現実を考え直してみる目を要求した｣と後年、語っている。

## 経緯
1941年（昭和16年）1月、北海道綴方教育連盟の教師53人とともに、熊田が治安維持法違反で検挙される。師範学校は熊田の教えていた美術部員を取り調べ、その影響を受けた危険人物として6人の学生の名前を公表。うち5人に留年・思想善導、1人に退学の処分を下した。
同年9月、留年の5人を含む熊田の教え子（国民学校教師）21人、上野と教え子3人が検挙される。
学生たちは、共産党やコミンテルンについて本などで目にしたおぼろげな知識がある程度で、ほとんど何も知らなかった。熊田の教え子のひとり・松本五郎のケースでは、まず20日以上勾留されたのちに取り調べが始まった。自白を促され、「共産主義を信奉した」と手記に書くよう強要された。コミンテルンの目的について「わからない」と主張するとマルクス主義の本を渡され、それを参考に友人宛の書簡を捏造するよう強いられたという。
松本たちは検挙から3か月後の12月に送検され、当時の拘置所となっていた旭川刑務所に送られた。
強要による「自白」と「手紙」を証拠とし、1943年（昭和18年）、裁判所は治安維持法目的遂行罪として熊田を3年半、上野、本間勝四郎を2年半の実刑に、12人を執行猶予付の有罪とした。松本は懲役1年6か月で3年の執行猶予が付いたものの、すでに検挙されてから2年が過ぎていた。

## 問題とされた作例
司法省刑事局「生活図版教育関係治安維持法事件資料」（『思想資料パンフレット特輯』第30巻、1941年）には、当時証拠品として押収された絵画のコピーとともに、その絵の問題点について記されている。
- 雪かきに励む子どもを描いた絵……当時帯広の小学校に勤務していた教師が、学生時代に美術部で描いた。この絵は「小学校に於ける勤労作業場面を描けるものにして児童の意欲的なる表情と姿態は作者の階級意識を如実に現し」ているとされ、罪に問われた[4]。
- 精米所で働く人々の様子を描いた絵……師範学校の美術部の卒業生が、在学中に描いた。「資本主義社会の下に於いては機械は搾取の道具であるが共産主義社会に在っては機械と人とが真に一体となって働くことが出来るとの作者の意識を此の画面に表現せるもの」とみなされ、罪に問われた[4]。
- ポスター「学生よ 農村出身兵士のために 労働奉仕をせよ」……旭川中学校5年生が、熊田の開催した絵画展に出品した。「戦争に依る農村の労力不足を一般に認識せしめ反戦思想を啓蒙するもの」とみなされ、それを展示した行為が罪に問われた[4]。
- 稲刈り途中で腰を伸ばした農婦を描いたポスター「凶作地の人たちを救おう」……「地主と凶作の桎梏（しっこく）に喘（あえ）ぐ農民を資本主義社会機構より解放せんとする階級思想を啓蒙するもの」とみなされた[2]。
- 松本五郎のケースでは、授業の様子や放課後の活動など、身の回りの日常を描いた複数の絵画が「犯罪行為」の証拠品として没収された[4]。そのうちの一枚はレコードの鑑賞会の様子を描いた絵であった[4]。NHKの調査では、松本の判決文は破棄されたと見られ、それらの絵の何を問題視されたかは不明である[4]。

裁判では、これらの絵を総括して「プロレタリアートによる社会変革に必要な階級的感情及意欲を培養し昂揚する為の絵画である」（旭川区裁堀口検事）とみなされ有罪となった。

## 背景
1925年（大正14年）に公布された当初の治安維持法は、共産主義の拡大を防ぐ目的で、「国体（国家の体制）の変革」と「私有財産制度の否認」を目的として結社を組織したり、参加したりすることを禁じるものだった。
1928年（昭和3年）3月、全国一斉に共産主義者の弾圧が行われる（三・一五事件）。同年6月には法改正が行われ、最高刑が死刑になったほか、ある行為が結社の目的遂行のためになっていると当局が見なせば、本人の意図に関わらず検挙できる「目的遂行罪」が加わった。
やがて治安維持法の適用対象は、自由主義者や極右、新宗教などに拡大されるようになり、この運用の実態に法律を合わせるべく、1941年（昭和16年）3月、再び改正が行われる。この改正によって、結社や集団に属していなくても、個人の行為として「国体変革」の目的を持って宣伝、その他の行為を行ったと認められれば適用されることとなった。加えて、検事が被疑者や証人を尋問することや、司法警察官に尋問を命令することが法律で認められ、これにより、尋問に基づいて作られた自白調書が証拠として採用されることになった。
この2度目の改正が行われた時期は、熊田の検挙からその教え子達が検挙されるまでの間に当たる。教え子達の検挙は、法律の適用範囲が限界まで拡大された新たな治安維持法の下で行われた最初期の例と言える。

## 関連書籍
- 小田切正『戦時下北方美術教育運動』鳩の森書房、1974年
- 熊田満佐吾『青年の顔－美術教師の80年』熊田満佐吾自伝刊行会、1991年
- 三浦綾子『銃口』小学館、1997年（北海道綴方教育連盟事件を題材とする小説）
- 菱谷良一『生活図画事件－獄中記』2006年
- 宮田汎『生活図画事件 : 戦時下の民主教育 もう一つの峰』2006/2008年
- 松本五郎『証言－生活図画事件』2013年
- NHK「ETV特集」取材班、（監修）荻野富士夫『証言 治安維持法－「検挙者１０万人の記録」が明かす真実』NHK出版新書、2019年
- 髙橋健太郎『A RED HAT』赤々舎、2020年